# Meritokratie
Meritokratie (von lateinisch meritum, „das Verdienst“, und griechisch κρατεῖν, kratein, „herrschen“) ist eine Herrschaftsform, in der Personen aufgrund ihrer gesellschaftlich bzw. institutionell anerkannten, individuellen Leistungen oder besonderer Verdienste ausgewählt werden, um führende Positionen als Herrscher, sonstige Amtsträger und Vorgesetzte zu besetzen. Im Idealfall nimmt jedes Mitglied der Gesellschaft mit dem Nachweis seines Könnens eine verdiente Position ein.
Die Idee der Meritokratie kann auf Herrschaftsverhältnisse in Staaten sowie in politischen, wirtschaftlichen und kulturellen Organisationen und Institutionen angewendet werden. In einem abgeschwächten Sinne wird mit ihr auch eine Regierungsform bezeichnet, die Kompetenz und formelle akademische Ausbildung betont.
Der Meritokratie steht unter anderem die Idee des Egalitarismus entgegen, die Einzelnen unabhängig von Leistung, Einsatz sowie Wettbewerbsvorteilen gleichen Einfluss und gleichen Zugang zu Gütern zuspricht.

## Herkunft des Begriffs
Der Begriff Meritokratie wurde erstmals 1958 von Michael Young in seiner Satire Rise of the Meritocracy (deutscher Titel: Es lebe die Ungleichheit: Auf dem Wege zur Meritokratie) verwendet. Young benutzte den Begriff, um eine zukünftige Gesellschaft zu beschreiben, in der die gesellschaftliche Position des Einzelnen durch Intelligenz (gemessen durch den Intelligenzquotienten) und Leistung bestimmt ist. In dieser Utopie von einer „Meritokratie“ entwickelt sich eine Leistungsgesellschaft mit elitärer Herrschaft, deren Führer sich über der breiten Masse stehend sehen und letztlich gewaltsam abgesetzt werden. Eine solche Gesellschaft, welche die Menschen nur nach deren Talent und Anstrengung sortiert, wird zu einer Leistungsdiktatur und zerstört sich am Ende selbst.
Der Philosoph Michael Sandel kritisiert die Auswüchse der sogenannten „Leistungsgesellschaft“ und stellt eine zunehmende Tendenz zur Meritokratie fest, die seit den 1980er Jahren vor allem in den USA zu beobachten ist. Er fordert, den gesellschaftlichen Gegensatz von elitärer „akademischer Bildung“ einerseits und „praktischen Tätigkeiten“ in der Produktion andererseits zu überwinden und mit Orientierung auf das Gemeinwohl die „Würde der Arbeit“ wirtschaftlich, kulturell und politisch zu erneuern. Nach Sandel kommt es in der Leistungsgesellschaft zur Überakademisierung und zu einem die Demokratie zersetzenden Widerspruch zwischen akademisch begründeter elitärer Bildung und produzierender, praktischer Arbeit. Nicholas Lemann konstatiert, dass die Einführung standardisierter Tests (im Wesentlichen handelt es sich um modifizierte Intelligenztests) bei der Zulassung zum Studium die sozialselektiven Effekte des US-Hochschulsystems kaum verändert hat. Von einer echten Meritokratie könne man angesichts der hohen Rate der Selbstreproduktion des sozialen Status nicht sprechen.

## Bewertung der Idee
Unabhängig von der ursprünglich negativ besetzten Begriffsbildung gab es zu allen Zeiten auch Befürworter meritokratischer Systeme. Die Vorstellung, dass höhere Leistung belohnt werden soll, liegt vielen meritokratischen Argumenten zugrunde. Daneben wird behauptet, dass die Meritokratie Anreiz biete, zum Aufbau der Gesellschaft beizutragen, und somit die Gesellschaft insgesamt Nutzen ziehe.
Während in der Aristokratie die gesellschaftliche Position historisch tradiert wird, soll der Status eines Menschen in der Meritokratie ausschließlich durch das gegenwärtige, individuell messbare Verdienst legitimiert sein. Eine Privilegierung auf Grund der Herkunft wie Klasse und sozialer Schicht soll hier ebenso vermieden werden wie eine Benachteiligung aufgrund der Zugehörigkeit zu einer Religion, einer Ethnie oder einem Geschlecht. Die „ideale Meritokratie“ erfordert somit völlige Gleichheit der Chancen, wie Unabhängigkeit der Leistung von Beziehungen, Herkunft etc., und gesellschaftlich wirksame Anerkennung faktischer Leistungsunterschiede.
Kritiker, unter anderem Michael Young selbst, sehen eine Meritokratie als ungeeignetes Modell für eine stabile Gesellschaft. Zum einen sei ein objektives und gerechtes Maß von »Leistung« oder »Verdienst« zur Zuordnung von Individuen zu Positionen schwer aufzustellen; es bestünde sogar die Gefahr, dass die Elite das Maß derart gestaltet, dass sie sich selbst (sowie ihre Nachkommen) legitimieren. Dann würde die Gesellschaft zur Oligarchie.
Der indische Mystiker Osho (1931–1990) übernahm den Begriff Meritokratie für seine Vision vom „Neuen Menschen“. Nur die Besten in ihrem jeweiligen Fachbereich sollten demnach – von den Kollegen delegiert – in ihrem Bereich zuständig sein. Dies sollte Gültigkeit gewinnen für alle Bereiche des Zusammenlebens. Diese „Herrschaft der Besten“ solle die bisherige „Macht der Herrschenden“ überwinden. Echte Sachkenntnis geht dabei immer vor Machtpolitik elitärer Kreise.

“Democracy is not the highest goal. It is better than dictatorial regimes, it is better than monarchies, but it is not the end of the journey – because democracy basically means government by the people, of the people, for the people, but the people are retarded. So let us say: government by the retarded, for the retarded, of the retarded.

Democracy cannot be the highest possibility man can attain. It is good in comparison to other forms of government that have preceded it, but not something that can succeed it. I call that meritocracy. I want a government by the people of merit. And merit is a very rare quality.”

Eine meritokratische Logik, die Bildungssysteme, gesellschaftliche Strukturen und persönliche Werthaltungen beeinflusst, führt in vielen Ländern zur Überbewertung formal-schulischer und universitärer Bildung und zur Abwertung der beruflichen Bildung, die als Ausbildung für die Leistungsschwächsten und sozial Benachteiligten gilt. Dieser Zusammenhang wird von Bildungsforschern z. B. für die Ukraine erforscht.

### Fiktionen des Leistungsprinzips
In der Wissenschaft werden drei Fiktionen des Leistungsprinzips thematisiert.
- Die Fiktion der Gerechtigkeit sagt aus, Leistung sei individuell frei steuerbar und beeinflussbar. Tatsächlich wird die individuelle Leistungsfähigkeit wie auch die Bezahlung für geleistete Arbeit unter anderem durch die Herkunft, Macht und Besitz in erheblichem Umfang limitiert.
- Die zweite Fiktion der Meritokratie ist die Fiktion der Messbarkeit. Tatsächlich ist Arbeitsleistung nicht objektiv feststellbar. Stattdessen bilden Vorstellungen über die Person und deren Arbeitsleistung die Grundlagen der Bewertung.
- Die dritte Fiktion besteht in der Annahme, man könne Leistung individuell zuordnen. Tatsächlich ist es nicht möglich, Arbeitsleistung in einer arbeitsteilig organisierten Gesellschaft mit vielen kleinen Prozessen und Zwischenschritten einzelnen Personen klar zuzuordnen.[7]

## Anwendung
Eine völlig meritokratisch organisierte Gesellschaft ist bislang nirgendwo realisiert worden. Viele moderne Regierungsformen betonen allerdings den Vorrang formaler Ausbildung und fachlicher Kompetenz bei der Verleihung von Ämtern gegenüber der Zugehörigkeit zu einer bestimmten Gruppe. Wenn im politischen Entscheidungsprozess auf eine Bewertung durch Fachleute zurückgegriffen wird oder wenn militärische Organisationen das Leistungsprinzip heranziehen, um die Befehlshierarchie festzulegen, werden ebenfalls meritokratische Prinzipien eingesetzt.
Auch die Wissenschaft beruft sich auf das meritokratische Prinzip der Bestenauslese. Häufig wird Kooptation zur Auswahl von Wissenschaftlern benutzt. Sozialwissenschaftliche Untersuchungen, z. B. aus dem Bereich der Geschlechterforschung, haben demgegenüber jedoch deutlich gemacht, dass Leistung unter Umständen auch ein Ergebnis sozialer Zuschreibungsprozesse sein kann, die in der Wissenschaft und anderen Bereichen des sozialen Lebens dazu führen können, dass Frauen Männern gegenüber benachteiligt werden.
In dem Werk Die Internet-Galaxie von Manuel Castells wird die These aufgestellt, dass unter den Internetpionieren das meritokratische Prinzip eine wesentliche Rolle für die Gliederung einnahm. So genießen diejenigen das größte Ansehen, welche durch exzellente Leistungen und positive Reputation, in Bezug auf Innovationen im Bereich der Netzwerkmedien, aufgefallen sind. Mark Shuttleworth, Gründer der Linux-Distribution Ubuntu, stützt sich ebenfalls für die Entwicklung von Ubuntu auf ein meritokratisches System der Entscheidungsfindung und die The Document Foundation, die das Office-Paket LibreOffice entwickelt, gibt an, eine meritokratisch organisierte Stiftung zu sein, ebenso wie die Apache Software Foundation.

## Historische Beispiele

### Konfuzius
Im Lehren sollte kein Unterschied zwischen den Klassen gemacht werden.
- Analecte XV. 39. tr. Legge
Westliche Bewunderer des Konfuzius (Voltaire, Herrlee Creel) sahen in seinen Schriften eine revolutionäre Idee, in der der Blutadel durch den der Tugend ersetzt wird. Ein Jūnzǐ (君子), etwa als »edler Mann« zu übersetzen, konnte ein einfacher Mensch sein, der seine Fähigkeiten einsetzte. Konfuzius nahm Studenten aus jeder Gesellschaftsklasse an, ein Hinweis darauf, dass er das feudale System des alten China nicht vollständig unterstützte.
Altrömische Republik
In der Zeit des alten Rom der frühen Republik ca. vom 5. bis 3. Jahrhundert vor Chr. war die tugendhafte und erfolgreiche Bewährung abwechselnd in zivilen Ämtern und militärischen Funktionen, der Cursus Honorum, Voraussetzung für die Wahl in höchste Staatsämter, z. B. das Konsulat, sowie die Aufnahme in den Senat. Die einzuhaltenden strengen sittlich-moralischen Prinzipien waren in der Mos Maiorum tradiert.
Bei diesem Streben nach Ehre zum Ruhm der Familie waren zwar die altadeligen Familien (Patrizier) im Vorteil, jedoch mussten sie im weiteren Zeitablauf auch an andere Bürger Konzessionen machen, so dass der Weg bis an die Spitze des Staates auch Nichtadeligen (Plebejern) offenstand, die den Cursus Honorum erfolgreich durchlaufen hatten.
Der Erfolg der zur Weltmacht aufgestiegenen römischen Republik legte auch den Keim für den Untergang der altrömischen Meritokratie, indem durch den ungeheuren Reichtum, den die führenden Familien ansammeln konnten, die altrömischen Ideale zunehmend korrumpiert und ausgehöhlt worden sind.
Rein formal bestand der Cursus Honorum bis in die späte Kaiserzeit fort.

### Chinesische Beamtenprüfung
Vom Jahr 606 bis 1905 war im „Reich der Mitte“ das Bestehen der chinesischen Beamtenprüfung die Voraussetzung, um hohe Staatsämter bekleiden zu können. Da Kandidaten (zumindest theoretisch) aus allen Schichten der Gesellschaft kommen konnten, hatte dieses strenge Prüfungssystem einen stark meritokratischen Zug. Erfolgreiche Absolventen (nur wenige Promille der Kandidaten setzten sich durch) genossen hohes Ansehen, hatten Macht und großen Einfluss auf die politischen Entscheidungsträger.

### Dschingis Khan
Dschingis Khan besetzte Führungspositionen in seinem Mongolenreich aufgrund der Leistung der Amtsträger. Auch Angehörigen besiegter Feinde stand der Weg offen, solange sie sich loyal erklärten. Beispielsweise war Jebe ein feindlicher Soldat, der im Gefecht Dschingis Khans Pferd erschossen hatte, bevor er zum Khan wurde.

### Napoleon
In der Französischen Revolution war die Elite weitgehend eliminiert. Napoleons Regime konnte daher auf keine bestehende Hierarchie zurückgreifen, sondern wählte die neue Elite zuerst nach Leistung, später aber auch aufgrund von Loyalität und Verwandtschaft aus.

## Moderne Beispiele

### Singapur
In der Republik Singapur wird die Meritokratie von der Regierung als eines der grundlegenden Prinzipien des politischen Regelungssystems aufgeführt und gegenüber dem Ausland betont.